# Halecium vasiforme
Halecium vasiforme is een hydroïdpoliep uit de familie Haleciidae. De poliep komt uit het geslacht Halecium. Halecium vasiforme werd voor het eerst wetenschappelijk beschreven in 1935 door Charles McLean Fraser. 